# Aleska Diamond
Aleska Diamond (nom real Emese Sáfrány, 6 d'agost de 1988, Komló, Hongria) és una actriu porno hongaresa.

## Carrera
Aleska va entrar en la indústria de la pornografia l'any 2007, tenint tan sols 19 anys, i fins al 2010 ha aparegut en 42 pel·lícules, en les quals practica habitualment escenes de sexe anal i penetració doble.
D'entre les seves pel·lícules, es destaquen les seves escenes anals i dobles penetracions interracials, destacant-se en les pel·lícules Dièsel Dongs 10 i Dièsel Dongs 13, en les quals té sexe anal amb l'actor afroamericà Wesley Pipes (sent aquestes les seves primeres escenes de sexe interracial d'Aleska Diamond).
Després d'haver afirmat que gaudeix molt amb aquestes escenes al costat del semental Pipes, realitza unes escenes anomenades Blacks on Blondes, en les quals realitza una doble penetració intensa al costat d'aquest actor afroamericà i juntament amb el gran mascle Sean Michaels, sorgint així el seu actual gust per realitzar aquest tipus d'escenes. Aleska és coneguda pel seu encant, per la seva passió rodant les escenes eròtiques, i sobretot, pel seu bon físic i el seu bonic rostre. Aleska també s'ha dedicat al modelatje eròtic, l'acrobàcia aèria, i ha participat en competicions de fitness. Fins a l'actualitat, ha rodat més de 200 pel·lícules.

## Premis i nominacions
| Any  | Cerimònia   | Premi                                         |
| ---- | ----------- | --------------------------------------------- |
| 2011 | Premis AVN  | Artista femenina estrangera de l'any          |
| 2012 | Premis AVN  | Artista femenina estrangera de l'any          |
| 2012 | Premis XBIZ | Artista femenina estrangera de l'any          |
| 2013 | Premis AVN  | Artista femenina estrangera de l'any          |
| 2013 | Premis AVN  | Millor escena de sexe en producció estrangera |
| 2013 | Sex Awards  | Millor cos porno                              |
| 2013 | Premis XBIZ | Artista femenina estrangera de l'any          |
| 2014 | Premis AVN  | Millor escena de sexe en producció estrangera |
| 2014 | Premis XBIZ | Artista femenina estrangera de l'any          |